# Мерсье, Луи-Себастьян
Луи́-Себастьян Мерсье́ (фр. Louis-Sebastien Mercier; 6 июня 1740, Париж — 25 апреля 1814, там же) — французский писатель, драматург, автор утопического романа «Год 2440». Вслед за Дени Дидро Мерсье является видным реформатором французского театра, одним из теоретиков и создателей социальной мещанской драмы.

## Биография
Мерсье родился в семье богатого ремесленника и торговца, но получил хорошее образование — до девятилетнего возраста воспитывался дома, а затем был определён в качестве экстерна в Коллеж Четырёх наций.
Был плодовитым писателем и противником классицизма. В 1769 году увидела свет его первая драма «Женневаль, или Французский Барневельт», являющуюся вольной переработкой пьесы Джорджа Лилло в жанре «домашней трагедии» — «Лондонский купец» (The London Merchant, or the History of George Barnwell, 1731). Некоторые из пьес Мерсье также подвергались преследованиям со стороны цензуры и полиции. Так, запрещена была его пьеса «Жан Генюэр» (1772). По утверждению самого Мерсье, его драматургическое наследие включает в себя 45 пьес. В своих произведениях для театра и литературных статьях Мерсье, противостоя идеалам классицистского театра, выступает за актуальность и современность социальной тематики, жизненную обусловленность и общественную значимость характеров персонажей. По его мнению, театр должен воспитывать гражданские добродетели и героизм; необходимо, чтобы в нём отражалась жизнь социальных низов, а «высокая» тематика преследовала бы высокие воспитательно-гражданские цели. Так, в своих социально-бытовых драмах («Судья», 1774; «Тачка уксусника», 1776; «Дезертир», 1782 и др.) Мерсье отражает нарастание социальных конфликтов в современном обществе.
Славу Мерсье создало начатое им в 1781 году многотомное собрание «Картины Парижа» (первое издание в 1781 году в двух томах). Книга вышла в четырёх томах в 1782 году, а в следующем году были изданы ещё 4 тома и, наконец, спустя пять лет, было добавлено ещё четыре. Двенадцать томов «Картин Парижа», представляющие собой собрание более 1000 очерков, являются ценным источником об укладе и бытовых подробностях функционирования и жизни столицы в предреволюционные годы. Как оригинальное дополнение к сочинению Мерсье рассматривается многотомный цикл очерков «Ночи Парижа» его друга Ретифа де ла Бретонна. Позже Мерсье продолжил описание столицы в дополнительных разделах своего цикла «Новый Париж» (1798), уже не имевшего прежнего успеха.
Приветствовал Революцию и вступил в Клуб якобинцев. В 1792 году Мерсье был избран в Конвент, где голосовал против казни Людовика XVI и за осуждение Марата, резко выступал против Робеспьера, которого назвал «сангвинократом» («крововластцем»). Во время переворота 31 мая 1793 года протестовал против исключения депутатов-жирондистов, за что сам был арестован и освобождён только после падения якобинской диктатуры.
Умер в ночь с 24 на 25 апреля 1814 года в Париже и был похоронен на кладбище Пер-Лашез.

## «Год 2440»
Наиболее известное произведение Мерсье — утопический роман «Год две тысячи четыреста сороковой. Сон, которого, возможно, и не было», в котором выражены взгляды, близкие идеалам Руссо. Анонимный рассказчик, находясь во сне, совершает экскурсию по Парижу далёкого будущего.

## Публикации текстов
- Мерсье Л.-С. Женневаль, или Французский Барневель. — М., 1778.
- Мерсье Л.-С. Философические сны : в 2 т.. — М., 1780. — Т. 1.
- Мерсье Л.-С. Философические сны : в 2 т.. — М., 1781. — Т. 2.
- Мерсье Л.-С. Женневал, или Французский Барнавельт. — М., 1783.
- Мерсье Л.-С. Беглец. — М., 1784.
- Мерсье Л.-С. Уксусник. — М., 1785.
- Мерсье Л.-С. Философ живущий у хлебного рынка. — СПб., 1787.
- Мерсье Л.-С. Наталия. — М., 1794.
- Мерсье Л.-С. Несчастье от ленточки. Историческая новость XVIII века. — М., 1802.
- Мерсье Л.-С. На что не отважится раздраженная любовь. — М., 1802.
- Мерсье Л.-С. Картины Парижа : в 2 т. / Пер. В. А. Барбашевой ; ред. и коммент. Е. А. Гунста ; статья Ц. Фридляндера. — М. ; Л. : Academia, 1935. — Т. 1. — 567 с. — (Французская литература). — 5300 экз.
- Мерсье Л.-С. Картины Парижа : в 2 т. / Пер. В. А. Барбашевой ; ред. и коммент. Е. А. Гунста ; статья Ц. Фридляндера. — М. ; Л. : Academia, 1936. — Т. 2. — 495 с. — (Французская литература). — 5300 экз.
- Мерсье Л.-С. Год две тысячи четыреста сороковой : Сон которого, возможно, и не было / Пер. А. Л. Андрес ; изд. подг. А. Л. Андерс, П. Р. Заборов ; отв. ред. П. Р. Заборов. — Л. : Наука : ленинградское отделение, 1977. — 240 с. — (Литературные памятники / Академия наук СССР ; предс. редкол. Д. С. Лихачёв). — 25 000 экз.